# Arroba
Die Arroba war ein spanisch-portugiesisches Flüssigkeitsmaß und Gewicht. Es wurde vor allem für Öl, Wein und Honig verwendet.
Das Wort stammt vom arabischen Wort rubʿ / رُبْع ('Viertel') bzw. mit dem agglutinierten Artikel al-rubʿ / الرُبْع, aufgrund der Unterscheidung in Sonnen- und Mondbuchstaben ar-rubʿ ausgesprochen. Das Symbol für die Arroba war das „@“. Im Spanischen, Portugiesischen und Französischen ist die Erinnerung an den Namen dieser Abkürzung erhalten geblieben, das „@“ wird weiterhin als arroba bezeichnet.

## Beschreibung
Ein Etalon in Toledo soll für die große Arroba 1237 ⅓ spanische Kubikzoll, also 16,17 Liter betragen haben. Die Arroba in Madrid wich aber ab mit 15,49 Liter. Sie wurde auch mit Cantara bezeichnet. In Saragossa war das Flüssigkeitsmaß 9,96 Liter und die Öl-Arroba wog 12,4236 Kilogramm. In Portugal wog eine Arroba 14,688 Kilogramm.
- 1 Arroba =  8 Azumbres = 32 Quartillos (in Kastilien)
- 1 Arroba =  32 Arráteis (in Portugal)

Es gab die kleine mit 12 19/80 Litern und große Arroba mit 16 7/190 Litern. Die Kleine wurde auch als Arroba menor (12,63 Liter), die Große als Arroba major bezeichnet. Die Potta Wein hatte 30 Arrobas (groß). Das Verhältnis war: 25 Große entsprachen 32 kleinen Arrobas.

## Heutige Bedeutung
In einigen Ländern Lateinamerikas ist die Arroba auch heute noch ein sehr gebräuchliches Gewichtsmaß. Grundnahrungsmittel wie Mehl, Zucker, Mais, Bohnen oder Reis sowie beispielsweise Cocablätter werden auf den Märkten in kleinen Arroba-Säcken oder großen Quintal-Säcken zu 100 Kastilischen Pfund (libras castellanas) gehandelt. Beispielsweise bilden in Bolivien 4 Arroba ein Quintal zu 46 Kilogramm. 1 Arroba wiegt damit 11,5 Kilogramm, die weiter in 4 Cuartillas, 25 Pfund oder 400 Unzen aufgeteilt werden.